# Den gröna milen
Den gröna milen (originaltitel: The Green Mile) är en amerikansk dramafilm från 1999, regisserad av Frank Darabont efter boken med samma namn av Stephen King.

## Handling
Filmen börjar 1999, men utspelar sig främst under 1930-talets USA. Paul Edgecomb är vakt på fängelseavdelningen där John Coffey, en svart man, just blivit intagen för att ha mördat två yngre vita flickor. Han ska inom kort precis som de andra på avdelningen avrättas. Det visar sig dock att John Coffey har krafter som ingen kunnat ana, och Paul och de andra vakterna börjar snart tvivla på om de verkligen håller rätt man bakom galler. 
Filmens titel syftar på uttrycket "den gröna milen" ("The Green Mile"), vilket är den korta sträcka en fånge vandrar i fängelsekorridoren på väg till sin avrättning i den elektriska stolen.

## Rollista
| Tom Hanks             | – Paul Edgecomb               |
| Michael Clarke Duncan | – John Coffey                 |
| Bonnie Hunt           | – Jan Edgecomb                |
| David Morse           | – Brutus "Brutal" Howell      |
| Doug Hutchison        | – Percy Wetmore               |
| Sam Rockwell          | – "Wild Bill" Wharton         |
| Michael Jeter         | – Eduard Delacroix            |
| James Cromwell        | – fängelsedirektör Hal Moores |
| Patricia Clarkson     | – Melinda Moores              |
| Barry Pepper          | – Dean Stanton                |
| Jeffrey DeMunn        | – Harry Terwilliger           |
| Harry Dean Stanton    | – Toot-Toot                   |
| Dabbs Greer           | – gamle Paul Edgecomb         |
| Gary Sinise           | – Burt Hammersmith            |
| Graham Greene         | – Arlen Bitterbuck            |
| William Sadler        | – Klaus Detterick             |
| Bill McKinney         | – bödeln Jack Van Hay         |
| Eve Brent             | – Elaine Connelly             |

## Om filmen
Filmen nominerades till fyra stycken Oscars för Bästa film, Bästa manliga biroll för Michael Clarke Duncan, Bästa manus efter förlaga och Bästa ljud men vann ingen.